# Barnarps församling
Barnarps församling var en församling i Södra Vätterbygdens kontrakt i Växjö stift i Jönköpings kommun i Jönköpings län. Församlingen uppgick 2018 i Barnarp-Ödestugu församling.
Församlingskyrka var Barnarps kyrka.

## Administrativ historik
Församlingen har medeltida ursprung.
Församlingen var till 1943 moderförsamling i pastoratet Barnarp och Månsarp, för att från 1943 till 1962 vara annexförsamling i samma pastorat.  Från 1962 till 1995 var församlingen annexförsamling i pastoratet Rogberga, Öggestorp, Barnarp och Ödestugu. Från 1995 var den moderförsamling i pastoratet Barnarp och Ödestugu. Församlingen uppgick 2018 i Barnarp-Ödestugu församling.
Församlingen tillhörde fram till 2015 Tveta kontrakt men tillhörde från 2016 Södra Vätterbygdens kontrakt.
Församlingskod var 068016

## Areal
Barnarps församling omfattade den 1 november 1975 (enligt indelningen 1 januari 1976) en areal av 71,0 kvadratkilometer, varav 68,6 kvadratkilometer land.

## Kyrkoherde
Lista över kyrkoherdar i Barnarps församling.
| Verksam   | Namn                           | Levnadstid | Övrigt                                         |
| --------- | ------------------------------ | ---------- | ---------------------------------------------- |
| 1516      | Thorsten Pederson              |            |                                                |
| 1557–1565 | Johannes Haquini               |            |                                                |
| 1565–1566 | Vincentius Petri               |            |                                                |
| 1567–1570 | Haquinus Laurentii             |            |                                                |
| 1571–1580 | Laurentius Johannis            |            |                                                |
| 1581      | Laurentius Ravaldi             |            |                                                |
| 1580–1584 | Petrus Erici                   |            | Senare kyrkoherde i Bergs församling.          |
| 1584–1591 | Joen Petri                     |            |                                                |
| 1591–1592 | Theodorik Görnenberg           |            |                                                |
| 1594–1602 | Petrus Sporrenius              | –1644      | Senare kyrkoherde i Säby församling.           |
| 1603–1605 | Magnus Edmundi                 |            | Senare kyrkoherde i Rogberga församling.       |
| 1605–1621 | Laurentius Michaelis           |            |                                                |
| 1621–1635 | Johannes Erici Junander        |            | Senare kyrkoherde i Älghults församling.       |
| 1635–1642 | Ambjörn Lindelius              |            | Senare kyrkoherde i Långaryds församling.      |
| 1642–1653 | Laurentius Lindelius           |            | Senare kyrkoherde i Jönköpings församling.     |
| 1653–1663 | Arvidus Petri Rosbeckius       | –1663      |                                                |
| 1663–1673 | Petrus Jonae Nybelius          |            | Senare kyrkoherde i Älmeboda församling.       |
| 1673–1679 | Sveno Theodori Lallaerus       | 1609–1679  |                                                |
| 1681–1696 | Petrus Beeth                   |            | Senare kyrkoherde i Villstads församling.      |
| 1696–1702 | Johannes Rogbergius            |            | Senare kyrkoherde i Södra Unnaryds församling. |
| 1702–1711 | Sveno Arelius                  |            | Senare kyrkoherde i Älghults församling.       |
| 1711–1718 | Sven Nidelström                | –1718      |                                                |
| 1720–1729 | Gislo Unnerus                  | 1681–1729  |                                                |
| 1730–1734 | Magnus Runberg                 |            | Senare kyrkoherde i Rydaholms församling.      |
| 1734–1737 | Petrus Kexerus                 |            | Senare kyrkoherde i Virgstads församling.      |
| 1737–1741 | Erland Colliander              |            | Senare kyrkoherde i Svarttorps församling.     |
| 1746–1747 | Sven Bolander                  | 1702–1747  |                                                |
| 1749–1756 | Johannes Hielm                 | 1712–1756  |                                                |
| 1757–1765 | Isac Svanstedt                 | 1710–1765  |                                                |
| 1766–1775 | Bengt Ekeberg                  |            | Senare kyrkoherde i Älmeboda församling.       |
| 1776–1789 | Jonas Colliander               |            | Senare kyrkoherde i Värnamo församling.        |
| 1789–1822 | Bengt Norlin                   |            | Senare kyrkoherde i Ölmstads församling.       |
| 1822–1823 | Lars Daniel Theolander         |            | Senare kyrkoherde i Markaryds församling.      |
| 1824–1835 | Carl Emanuel Eneroth           |            | Senare kyrkoherde i Långaryds församling.      |
| 1835–1845 | Pehr Hallenberg                | 1792–1845  |                                                |
| 1847–1858 | Simon Joachim Filén            | 1794–1858  |                                                |
| 1860–1867 | Magnus Nennes                  | 1824–      |                                                |
| 1868–1876 | Carl Gustaf Wilhelm Cavalli    | 1813–1890  |                                                |
| 1877–1883 | Nils Johan Sandell             |            | Senare kyrkoherde i Rogberga församling.       |
| 1884–1902 | Anders Samuel Ekström          | 1836–1902  |                                                |
| 1902–1929 | Johan Jakob Benedikt Sjöstrand | 1857–1929  |                                                |
| 1931–     | Ragnar Olof Alfred Svennberg   | 1898–      |                                                |

## Klockare och organister
| Ämbetstid | Namn              | Levnadstid | Övrigt                 |
| --------- | ----------------- | ---------- | ---------------------- |
| 1733-1736 | Bengt Hellberg    |            | Organist och klockare. |
| 1737-1740 | Anders Andersson  |            | Organist och klockare. |
| 1752-1795 | Jonas Grensman    | 1723-1795  | Organist och klockare. |
| 1796-     | Johannes Sundberg | 1772-      | Organist och klockare. |